# Măgureni
Măgureni je obec v župě Prahova v Rumunsku. Žije zde přibližně 5 700 obyvatel. Součástí obce jsou i dvě okolní vesnice.

## Části obce
- Măgureni – 3 945 obyvatel
- Cocorăștii Caplii – 780 obyvatel
- Lunca Prahovei – 949 obyvatel